# Crocosmia ambongensis
Crocosmia ambongensis là một loài thực vật có hoa trong họ Diên vĩ. Loài này được (H.Perrier) Goldblatt & J.C.Manning miêu tả khoa học đầu tiên năm 1990.